# Aplocheilichthys spilauchen
Aplocheilichthys spilauchen is een  straalvinnige vissensoort uit de familie van levendbarende tandkarpers (Poeciliidae). De wetenschappelijke naam van de soort is voor het eerst geldig gepubliceerd in 1861 door Duméril.
De soort staat op de Rode Lijst van de IUCN als niet bedreigd, beoordelingsjaar 2009.